# 網絡安全事故預警及應急中心
網絡安全事故預警及應急中心（葡萄牙語：Centro de Alerta e Resposta para Incidentes de Cibersegurança）是澳門特別行政區根據第13/2019號法律《網絡安全法》及第35/2019號行政法規《網絡安全委員會、網絡安全事故預警及應急中心及網絡安全監管實體》設立的技術支援機構，負責統籌全澳網絡安全事故的預警與應對。該機構由司法警察局協調運作，並由行政公職局與郵電局提供支援，屬網絡安全委員會的技術執行架構之一。
該中心設於司法警察局總部內，主要針對公共部門及關鍵基礎設施營運者的網絡安全事件進行監察、預警及緊急處置，致力提升本澳對日益複雜網絡威脅的防禦能力。

## 沿革
- 2019年6月24日，第 13/2019號《網絡安全法》刊登於《澳門特別行政區公報》，為建立本澳網絡安全治理體系提供法律依據，包括網絡安全委員會與事故預警及應急中心等架構。[4][5]
- 2019年11月25日，第 35/2019號行政法規頒布，明定“網絡安全事故預警及應急中心”（CARIC）的組織職能、協作機制，並與委員會實施配合規範共同生效。[6]
- 2019年12月22日，CARIC 正式啟用，由司法警察局協調，行政公職局與郵電局支援，設於司法警察局大樓，並開始全天候 24/7 運作，標誌本澳進入“事前預防、事中應對、事後改善”的網絡安全管理新階段。[7]
- 2020年12月11日，中心首次舉行大型網絡安全事故應急演習，聯同監管實體和15家關鍵基礎設施營運者，進行實戰模擬，以檢驗通報機制與應對效率。[8]
- 2023年，CARIC 積極推動年度網絡安全論壇與行業跨界演練，並在《澳門互聯網安全報告》中披露，其監察資料顯示自2020年至2023年間對關鍵設施的攻擊事件日增逾三倍，事故比例卻下降近40%。[9]

## 職能
網絡安全事故預警及應急中心（CARIC）的核心職責包括：
- 集中接收與網絡安全事故相關的資訊；
- 擬定第13/2019號法律《網絡安全法》第三條第一款（四）項規定的網絡安全措施，並協調各參與實體的應對，以避免或減少網絡安全事故的影響；
- 確保並促進組織間合作，包括與外地的同類實體合作；
- 按嚴重性等級對網絡安全事故分級，並按有關等級制定預警及應對程序；
- 根據第13/2019號法律《網絡安全法》第三條第一款（五）項的規定，實時檢視關鍵基礎設施營運者的資訊網絡與互聯網之間傳輸的電腦數據資料的流量及特徵；
- 就網絡安全事故發出預警；
- 應監管實體的要求，在其履行職責時給予技術支援；
- 每年將網絡安全總體報告送交網絡安全委員會審批；
- 向網絡安全委員會提供所需的其他支援；
- 推動網絡安全方面的宣傳教育活動；
- 在監管實體的配合下，向公眾發佈網絡安全事故的調查結果。